# 티루치라팔리 국제공항

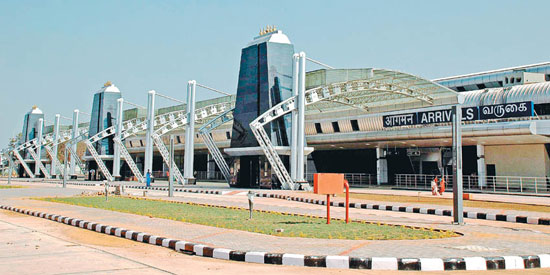

티루치라팔리 국제공항(Tiruchirappalli International Airport)은 인도 타밀나두주의 티루치라팔리를 관할하는 국제공항이다. 도시 중심부에서 남쪽으로 약 5킬로미터 떨어진 내셔널 하이웨이 336에 위치해 있다. 오늘날 기준으로 승객 수 면에서 31번째로 분주한 공항이며, 국제 항공기 이동수 면에서 11번째로 분주한 공항이다. 총 승객 트래픽 면에서  타밀 나두에서 코임바토르와 첸나이에 이어 3번째로 분주한 공항이다.

## 항공 및 도착지
- 에어아시아: 쿠알라룸푸르 국제공항
- 에어 인디아 익스프레스: 아부다비 국제공항, 하마드 국제공항, 두바이 국제공항, 쿠웨이트 국제공항, 무스카트 국제공항, 샤르자 국제공항, 싱가포르 창이 공항
- 말린도 에어: 쿠알라룸푸르 국제공항
- 인디고 항공: 켐페고우다 국제공항, 첸나이 국제공항, 인디라 간디 국제공항, 두바이 국제공항, 라지브 간디 국제공항, 쿠알라룸푸르 국제공항, * 싱가포르 창이 공항
- 스쿠트: 싱가포르 창이 공항
- 스리랑카 항공: 반다라나이케 국제공항